# آلشوسنت‌ارژبت
آلشوسنت‌اِرژِبِت (به مجاری:  Alsószenterzsébet) یک سکونتگاه مسکونی در مجارستان است که در زالا واقع شده‌است.